# Красносельское (Тарановский район)
Красносельское (каз. Красносельский) — село в Тарановском районе Костанайской области Казахстана. Входит в состав Тарановского сельского округа. Код КАТО — 396449100.

## География
Село находится примерно в 3 км к северо-востоку от районного центра, села Тарановское.

## История
До 5 апреля 2013 года село являлось административным центром упразднённого Красносельского сельского округа.

## Население
В 1999 году население села составляло 1376 человек (669 мужчин и 707 женщин). По данным переписи 2009 года, в селе проживал 1341 человек (631 мужчина и 710 женщин).